# Abraham Than
Abraham Than (ur. 21 września 1927 w Mong Block, zm. 18 sierpnia 2025) – birmański duchowny rzymskokatolicki, w latach 1972–2001 biskup Kengtung.

## Życiorys
Święcenia kapłańskie przyjął 22 września 1957. 19 grudnia 1968 został prekonizowany biskupem pomocniczym Kengtung ze stolicą tytularną Tortibulum. Sakrę biskupią otrzymał 11 maja 1969. 19 września 1972 został mianowany biskupem diecezjalnym Kengtung. 2 października 2001 przeszedł na emeryturę.
Zmarł 18 sierpnia 2025 roku w wieku 97 lat.